# Edmund Palla
Edmund Palla (* 15. April 1885 in Klagenfurt; † 3. November 1967 in Wien) war Sozialpolitiker, Direktor der Kammer für Arbeiter und Angestellte für Wien und Niederösterreich, Mitbegründer der Arbeiterhochschule und Forscher der modernen Sozialstatistik.

## Leben
Edmund Palla wurde am 15. April 1885 in Klagenfurt geboren. Sein Vater, Hofrat Josef Palla, war viele Jahre hindurch als Landesschulinspektor in Kärnten tätig. Edmund Palla absolvierte das Gymnasium in Klagenfurt, die Universitätsstudien (Rechte) in Wien und Graz und absolvierte die politische Praxis in der Kärntner Landesregierung in Klagenfurt. Danach war er mehrere Jahre im Präsidium der damaligen Statistischen Zentralkommission in Wien tätig, wo er das besondere Vertrauen des späteren Finanzministers Robert Meyer genoss. Im Ersten Weltkrieg versah er als Oberleutnant des k.u.k. Infanterie-Regiments Nr. 17 Kriegsdienst und wurde nach zweimaliger Verwundung der politischen Verwaltungskommission in russ. Polen zugeteilt. Im Juni 1918 wurde er in das Ministerium für soziale Verwaltung einberufen, wo er in hervorragender Weise an der Vorbereitung der sozialpolitischen Schutzgesetze, die in den folgenden Jahren umgesetzt wurden, mitarbeitete. 1921 wurde er von Staatssekretär Ferdinand Hanusch mit der Büroleitung der neu geschaffenen Kammer für Arbeiter und Angestellte in Wien betraut, die er in allseits anerkannter Weise 13 Jahre hindurch führte. Er wurde zum Mitbegründer der Arbeiterhochschule in Wien und trat gemeinsam mit Otto Neurath als Vertreter der modernen Sozialstatistik hervor. In Verbindung steht Edmund Palla auch mit der Entstehung der Marienthal-Studie, deren Trägerverein, die „Österreichische Wirtschaftspsychologische Forschungsstelle“ er gemeinsam mit Ernst Streeruwitz, Rudolf Winter und Karl Bühler kuratierte.
Im Zusammenhang mit den Februarereignissen 1934 wurde Palla beurlaubt und später in die Verwaltungskommission der Wiener Arbeiterkammer und in den Vorstand des Gewerkschaftsbundes ernannt, wo er vor allem die Interessen der freien Berufe zu vertreten hatte. Edmund Palla ist bei der Behandlung sozialpolitischer und wirtschaftlicher Fragen (insbesondere Arbeitslosenfürsorge, Geschäftsführung der Nationalbank, Kuratorium für Wirtschaftlichkeit) wiederholt öffentlich hervorgetreten und hat durch seine sachlichen Arbeiten der Interessenvertretung der Arbeiter und Angestellten sehr wertvolle Dienste geleistet. Im Juni 1938 wurden die Arbeiterkammern aufgelöst und alle Ansprüche aberkannt. Die Angestellten erhielten nach langen Verhandlungen eine geringfügige Abfertigung. Palla war dann bis August 1939 arbeitslos und von da an bis 1952 in der Apothekerkammer tätig. Edmund Palla wohnte bis zu seinem Tod im Jahre 1967 in Wien.

## Veröffentlichungen (in Auswahl)
- Ferdinand Hanusch. In: Neue österreichische Biographie 1815 – 1918. Band 4. Amalthea-Verlag, Wien 1927, S. 43–57.
- Die Interessenvertretung der Arbeiterschaft in Österreich. Eine Denkschrift zur Errichtung der Arbeiterkammern. Wien 1921.
- Die Statistik im Dienste der Arbeiterbewegung: nach Vorträgen in der Betriebsträte-Instruktorenschule der Wiener Arbeiterkammer. Wien 1922. 40 S.
- Die Bedeutung der Wirtschaftspolitik für die Arbeiterbewegung. In: Arbeit und Wirtschaft, 1.7.1923, S. 465–470.
- Die Entwicklung der Sozialpolitik. In: Arbeit und Wirtschaft, 1.6.1924. S. 443.
- Sozialpolitik und Arbeiterschaft. Verlag Braumüller, Wien 1930.